# Луций Луцилий Балб
Вижте пояснителната страница за други личности с името Балб.
Луций Луцилий Балб (на латински: Lucius Lucilius Balbus) e римски юрист от 1 век пр.н.е.
Той произлиза от фамилията Луцилии и е вероятно брат на Квинт Луцилий Балб (философ-стоик). Той работи с Муций Сцевола и големия Сервий Сулпиций Руф.